# Loft
Es coneix com a loft un tipus d'habitatge que sovint s'acostuma a usar com lloc de treball pel mateix resident. Loft és una paraula anglesa que equival a la catalana ‘golfa' o ‘mansarda'. Aquest tipus de “habitatge-lloc de treball” va començar a implantar-se a principis de la dècada de 1900, a la ciutat de Nova York i que feien servir artistes o estudiants amb pocs recursos econòmics, aprofitant edificis o parts d'edificis en estat d'abandonament, moltes vegades edificis industrials.

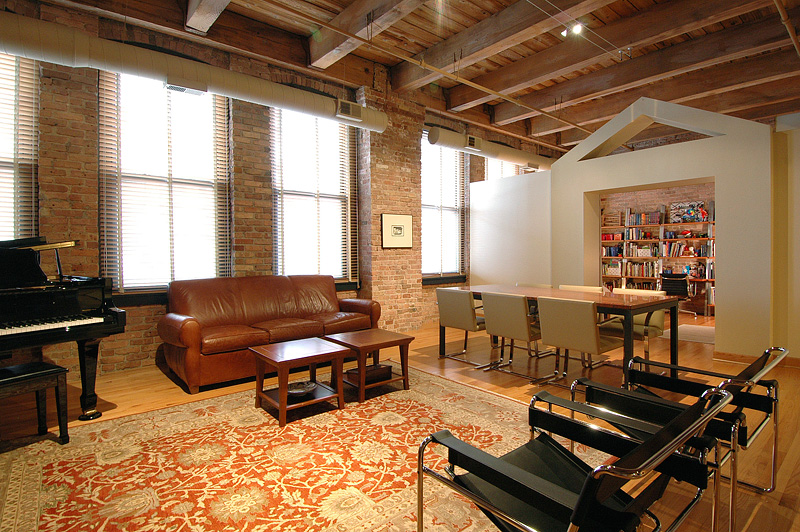
Un loft a la ciutat de Chicago (EUA)

## Inicis
Als EUA, a inicis de la dècada dels 1900 a la ciutat de Nova York en barris com Tribeca, SoHo, Greenwich Village ja n'hi havia d'espais de les característiques indicades que eren ocupades per estudiants i artistes. Els lofts es caracteritzen ser habitacles amb espais diàfans, sovint de considerables dimensions. És important destacar la coincidència a Nova York de l'inici dels lofts i emergir de l'estil minimalista en l'art. L'any 1964 la conversió de locals industrials en habitatges no estava regulada als EUA i era il·legal.

## La construcció
A les zones de les grans ciutats on anteriorment hi havia fàbriques, magatzems i altres locals industrials, va haver-hi un procés de reconversió convertint-les en zones residencials. Les empreses constructores, en la promoció d'actuacions per rehabilitar edificis en desús, normalment en un nivell de costos baixos, van trobar espais prèviament destinats a usos industrials per convertir-los en espais habitables. El tipus de construcció per ús industrial comporta parets d'obra vista, conduccions i tubs visibles, etc. i tot això és valorat en l'actualitat pels que volen veure les referències de l'origen del lloc on viuen.

Quan l'estat de la tècnica de construcció ho va permetre es començà a usar estructures metàl·liques que permeten espais més amplis, amb menys parets de càrrega. La façana deixa de tenir la funció de paret o mur de càrrega i es poden fer els finestrals més amplis que així permeten una millor il·luminació a l'interior.

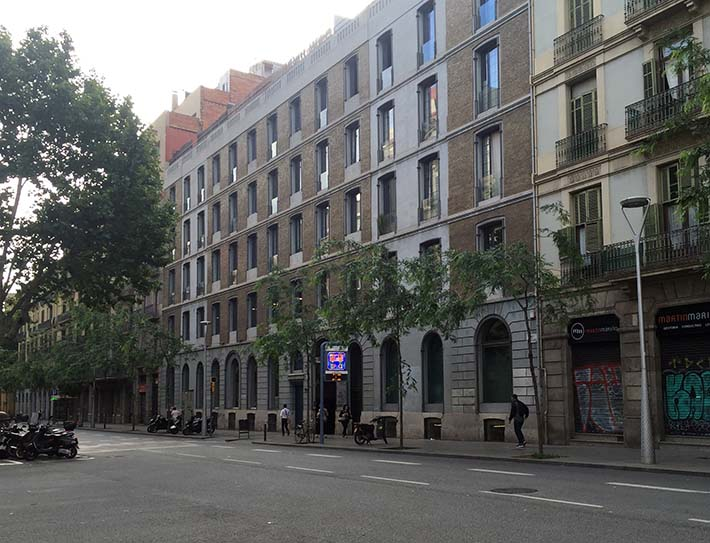
Edifici del carrer Trafalgar amb lofts a Barcelona

Aquestes oportunitats varen ser recollides per arquitectes i decoradors i es va crear un sector de mercat d'habitatges, amb els lofts, amb unes característiques estilístiques pròpies per un tipus de client determinat. Si bé inicialment el client de lofts eren persones amb escassos recursos econòmics l'evolució amb sentit artístic de la decoració dels lofts fins a l'actualitat ha fet que el client objectiu de lofts estigui situat en la part econòmica alta de la societat.

## Legalitat
Per reconvertir un espai industrial en habitatge s'han de complir els termes locals de la regulació urbanística, s'han d'executar els treballs d'arquitectura necessaris per adequar la reglamentació de sorolls, il·luminació, renovació d'aire, residus, etc. La configuració d'un loft, amb bany, dormitori, cuina, taller, etc. correspon a ser habitat per poques persones, seguint la tendència social actual. La disposició del espais ha de ser flexible i es manté la característica d'espai diàfan. La decoració té una gran importància en els lofts i és habitual valorar que el loft recordi el passat industrial de l'espai. També es pot destacar que la decoració d'un loft pot tenir característiques individuals en les quals pugui intervenir el qui finalment hi residirà fent-lo més privatiu i entranyable, lluny de l'estandardització. La superfície dels lofts és molt variable i pot ser des de poques desenes de metres quadrats fins a centenars, amb altures del sostre que pot arribar als 5 metres o més.
A Espanya el Tribunal Suprem determina que és el propietari d'un local qui decideix l'ús que se li dona, però ha de sotmetre's a les reglamentacions estatals i locals que corresponguin. A tenir en compte: s'ha de demanar a l'ajuntament corresponent el canvi d'ús, acomplir el Codi Tècnic de l'Edificació, no superar el límit de nombre d'habitatges que l'administració local ha fixat, en el cas de fer un loft en les golfes d'un edifici és necessari saber si el veïnatge ho accepta, amb modificació d'estatuts, coeficients, unanimitat, etc., i si hi ha altres normes de l'ajuntament que correspongui sobre el veïnatge. Per tant, és necessari un projecte-estudi de viabilitat fet per un arquitecte.
En el cas de convertir una edificació industrial sencera ha de demanar-se una llicència de canvi d'ús a l'ajuntament corresponent. A Barcelona hi ha un barri, el Poble Nou, on hi havia molts edificis industrials que varen propiciar la instal·lació d'habitatges loft. La remodelació d'aquest barri feta durant la preparació dels Jocs Olímpics d'Estiu de 1992 de Barcelona ha canviat l'ús cap a les oficines i hotels que es coneix com a zona o districte 22@.

## Personatges
L'ocupació fora de la legalitat d'espais industrials abandonats s'ha fet des d'antic i principalment per habitants amb poca capacitat econòmica. Aquesta pràctica ha tingut una variació en els pintors que a l'inici del segle XX vivien en petites estances a les golfes dels edificis només podien pintar quadres petits (Klee, Gogh, etc). Quan varen començar amb formats més grans, necessitaven més espai i cercant espais grans varen trobar locals industrials inutilitzats i s'hi varen instal·lar. Andy Warhol va instal·lar el seu estudi en el 5è pis d'un edifici en el barri de Manhattan de la ciutat de Nova York i li va posar el nom de ‘The Factory' que al cap de 5 anys va canviar a un altre local, més ampli mantenint el mateix nom. Yoko Ono, Mariscal, Roy Lichtenstein…
A la ciutat de Barcelona, l'artista Xavier Mariscal va trobar un local industrial on anteriorment hi havia estat una fàbrica i que era en estat d'abandonament al barri del Poble Nou. Mariscal va fer que es reformés per instal·lar-hi el seu estudi. Degut a la presència una antiga xemeneia d'obra vista se li va donar el nom de “Palo Alto.” En aquest espai Xavier Mariscal va instal·lar-hi el seu estudi l'any 1989 i actualment s'hi troben diferents empreses d'arts gràfiques, disseny i comercials del mateix sector.